# Romanzi di X-Files
Questo è un elenco di tutti i romanzi ispirati alla serie X-Files.

## Elenco di romanzi

### SerieJuvenile
| Anno | Romanzo                                  | Autore        | Note                                                   |
| ---- | ---------------------------------------- | ------------- | ------------------------------------------------------ |
| 1995 | Classe in ostaggio (X Marks the Spot)    | Les Martin    | Tratto dall'episodio Al di là del tempo e dello spazio |
| 1995 | La foresta degli orrori (Darkness Falls) | Les Martin    | Tratto dall'episodio Morte nell'oscurità               |
| 1995 | La gabbia vuota (Tiger, Tiger!)          | Les Martin    | Tratto dall'episodio Voli nella luce                   |
| 1995 | L'insaziabile mutante (Squeeze)          | Ellen Steiber | Tratto dall'episodio Omicidi del terzo tipo            |
| 1996 | Fratelli di sangue (Humbug)              | Les Martin    | Tratto dall'episodio Strane ferite                     |
| 1996 | Il ruggito di Manitù (Shapes)            | Ellen Steiber | Tratto dall'episodio Metamorfosi                       |
| 1996 | Paura (Fear)                             | Les Martin    | Tratto dall'episodio Fobie assassine                   |
| 1996 | Alta tensione (Voltage)                  | Easton Royce  | Tratto dall'episodio Fulmini                           |
| 1996 | E.B.E. (E.B.E.)                          | Les Martin    | Tratto dall'episodio Ospiti interplanetari             |
| 1996 | Die Bug, Die!                            | Les Martin    | Tratto dall'episodio Scarafaggi                        |
| 1997 | Ghost in the Machine                     | Les Martin    | Tratto dall'episodio Macchina mortale                  |

### SerieYoung Adult
| Anno | Romanzo                 | Autore        | Note                                      |
| ---- | ----------------------- | ------------- | ----------------------------------------- |
| 1997 | Calusari (The Calusari) | Garth Nix     | Tratto dall'episodio Il gemello dannato   |
| 1997 | Eve (Eve)               | Ellen Steiber | Tratto dall'episodio Esperimenti genetici |
| 1997 | Bad Sign                | Easton Royce  | Tratto dall'episodio Congiunzione astrale |
| 1997 | Our Town                | Eric Elfman   | Tratto dall'episodio La nostra città      |
| 1997 | Empathy                 | Ellen Steiber | Tratto dall'episodio Rapimenti            |
| 1997 | Fresh Bones             | Les Martin    | Tratto dall'episodio Misteri voodoo       |
| 1997 | Control                 | Everett Owens | Tratto dall'episodio Il persuasore        |
| 1997 | The Host                | Les Martin    | Tratto dall'episodio L'ospite in corpo    |
| 1998 | Hungry Ghosts           | Ellen Steiber | Tratto dall'episodio Estrazioni macabre   |
| 1998 | Dark Matter             | Easton Royce  | Tratto dall'episodio Luci diffuse         |
| 1998 | Howlers                 | Everett Owens | Tratto dall'episodio Inquietudine         |
| 1999 | Grotesque               | Ellen Steiber | Tratto dall'episodio Il volto del maligno |
| 1999 | Regeneration            | Everett Owens | Tratto dall'episodio Rigenerazione        |
| 1999 | Quarantine              | Les Martin    | Tratto dall'episodio L'insetto assassino  |
| 2000 | Haunted                 | Ellen Steiber | Tratto dall'episodio Come un’ombra        |
| 2000 | Miracle Man             | Terry Bisson  | Tratto dall'episodio Poteri miracolosi    |

### Romanzi originali
| Anno | Romanzo                    | Autore            |
| ---- | -------------------------- | ----------------- |
| 1994 | Spiriti del male (Goblins) | Charles L. Grant  |
| 1995 | Vortice (Whirlwind)        | Charles L. Grant  |
| 1995 | Punto Zero (Ground Zero)   | Kevin J. Anderson |
| 1996 | Rovine (Ruins)             | Kevin J. Anderson |
| 1997 | Anticorpi (Antibodies)     | Kevin J. Anderson |
| 1999 | Skin                       | Ben Mezrich       |

-

### Novelizations
| Anno | Romanzo                                               | Autore            | Note                                            |
| ---- | ----------------------------------------------------- | ----------------- | ----------------------------------------------- |
| 1998 | The X-Files - Il Film (The X-Files: Fight the Future) | Elizabeth Hand    | Novelization del film X-Files - Il film         |
| 2008 | The X-Files: I Want to Believe                        | Max Allan Collins | Novelization del film X-Files - Voglio crederci |